# Karacaahmet, Polatlı
Karacaahmet là một xã thuộc huyện Polatlı, tỉnh Ankara, Thổ Nhĩ Kỳ. Dân số thời điểm năm 2011 là 209 người.